# St.-Anna-Kapelle (Korschenbroich)

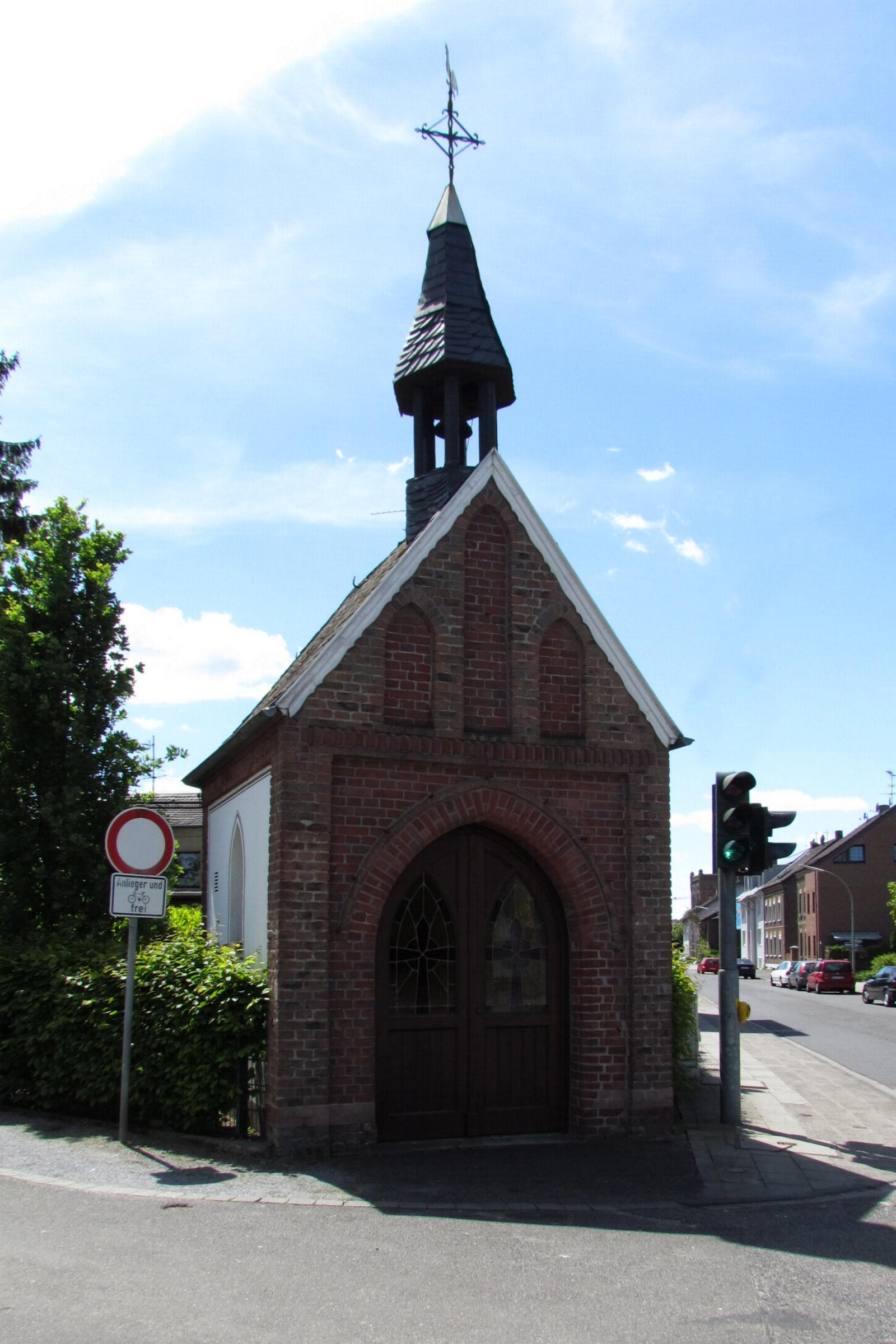
St.-Anna-Kapelle

Die St.-Anna-Kapelle steht in Korschenbroich im Rhein-Kreis Neuss (Nordrhein-Westfalen), Rheydter Straße 119.
Das Gebäude wurde 1873 erbaut. Es wurde unter Nr. 023 am 22. August 1985 in die Liste der Baudenkmäler in Korschenbroich eingetragen.

## Architektur
Die kleine Backsteinkapelle ist einschiffig mit einseitiger Apsis und Spitzbogentür. Oben steht ein hoher Dachreiter. Neugotische Schmuckformen schmücken. Eine Seite ist verputzt.